# Château de Néhou
Le château de Néhou est un ancien château fort, élevé sur motte, du début du Xe siècle, qui se dressait sur l'actuelle commune française de Néhou, dans le département de la Manche, en région Normandie. L'édifice siège de la famille de Néhou, déjà en ruines, a été détruit au début du XXe siècle.

## Localisation
Le château de Néhou était situé au sud en plein marais, au passage de la rivière, coupé par la route, sur les bords du fleuve d'Ouve entre les églises de Saint-Georges de Néhou et de Sainte-Colombe, dans le département français de la Manche.

## Historique
Au milieu du Xe siècle, Richard Ier de Saint-Sauveur dit le Danois (880-933), fils de Malalulce Eyesteinson et de Maud de Flandres, vicomte de Saint-Sauveur et du Cotentin, donne le domaine de Néhou à son fils Néel († 943), qui serait à l'origine de la construction du château (Nigelli hulmus/l'île de Néel).
Néel Ier de Saint-Sauveur et Néel II de Saint-Sauveur, fils et petit-fils de Roger de Saint-Sauveur reçurent le domaine qui prit le nom de Néhou. Néel II, fait partie de la coalition des barons normands révoltés contre le duc de Normandie Guillaume le bâtard et qui, battu en 1047 à la bataille de Val-ès-Dunes, doit s'exiler. Le duc démembre alors Néhou et donne le domaine avec le titre de baronnie à Baudouin de Meules, mari de sa nièce Albereda. Néel, gracié, revint en Normandie, mais ne récupérera pas son domaine qui reste aux mains de Baudoin de Meules. Le fils de Baudoin de Meules, Richard, était seigneur de Reviers dans le Bessin et devint comte de Vernon et baron de Néhou,.
C'est à la suite d'un acte de fondation d'une chapelle et d'un oratoire par Richard de Reviers vers 1100 qu'est mentionnée pour la première fois la présence d'un château sur le site, « in castello Nigelli humi constitui ecclesiam in honore Sande Marie Virginis… ». Le texte de cette fondation est daté par : l'épiscopat de Raoul de Coutances vers 1093-1110 et la mention de Henri Ier Henri Beauclerc roi d'Angleterre, soit une date de fondation aux environs de 1100-1110. Richard de Reviers-Vernon, mort en 1137, fidèle d'Henri Beauclerc, avait épousé Adélis Paisnel, dont naquirent Beaudouin, né vers 1137, et dont les biens en Angleterre furent confisqués par le roi Étienne qui l'exila, Robert et Guillaume, dont la fille Mathilde épousa Richard de La Haye-du-Puits, petit-fils d'Eudes-au-Capel. La baronnie passa brièvement dans les mains de la famille Tesson, à la suite du mariage de Raoul Tesson avec Mathilde de Falaise, faisant entre la baronnie de Néhou et de Saint-Sauveur dans cette maison.
Parmi les descendants on trouve un Richard qui, après la réunion de la Normandie au royaume de France en 1204, fait allégeance au roi de France Philippe Auguste qui lui octroya la baronnie de Néhou et ses dépendances. Richard de Revier-Vernon épousa Agnès, dont il eut Guillaume. Ce dernier mort en 1283, avait épousé Aix de Meulan dont il avait eu trois filles qui héritèrent des vastes domaines. Ainsi disparut le nom des Revier-Vernon, et le lundi après la fête de saint Martin de l'hiver 1283, devant Pierre de Bailleux, vicomte de Valognes, et Chrestien le Chambelleur, bailli de Cotentin, la baronnie fut partagée entre les trois filles, formant trois nouvelles baronnies : Marie reçut la baronnie de l'Angle de Néhou (ferme-manoir de la Baronnie à Néhou), Jeanne, qui épousa Guillaume de Brucourt, reçut la baronnie d'Orglandes, dont une grande partie des terres étaient situées dans cette paroisse, Mathilde qui reçut la baronnie de la Châtellenie ou du Château, et qui épousa Robert de La Haye, descendant de Richard de La Haye-du-Puits. Robert de La Haye, leur petit-fils échangera le 4 juin 1366, la baronnie avec le roi Charles V contre la châtellenie de Milly, dans le Gâtinais.
Entre-temps, lors de la guerre de Cent Ans, la forteresse qui avait été conquise par les Navarrais en 1363 fut dès l'année suivante reprise par les troupes du roi de France Charles V, après son avènement en avril 1364. C'est au cours de ce conflit que l'ancienne place forte sera modernisée : le donjon annulaire ou shell-keep est renforcé et les capacités résidentielles sont augmentées. En 1419, lors de l'occupation anglaise de la Normandie (1418-1450), le château est récupéré par Jean de Robersart, chevalier, seigneur d'Escaillon (Écaillon) et de Bruilles, dans le Nord, sur la famille d'Ivry qui en avait la possession.
En janvier 1473, dans des archives du château de Saint-Sauveur on trouve une « Estimation » du site : « audict lieu de Néhou, a motte, ou soulloit avoir un bel et fort chastel, et sont les fossés doubles pleins d'eau tout à l'entour de la dicte motte (archives du château de Saint-Sauveur, no 1). ». Le château a vraisemblablement été détruit vers 1450.
En 1907, le site est vendu d'abord à une compagnie de minoterie, cette dernière achèvera de faire disparaître les dernières ruines qui subsistaient de l’ancienne forteresse, puis vendu à la Société industrielle récupération animale Manche (SIRAM) dans les années 1970.

## Description
Du château de Néhou, il ne subsiste de nos jours que la trace d'une forte motte sur laquelle se dressait avant la Révolution un petit château. On en voyait encore des pans de murs au début du XXe siècle. On peut encore voir un reste de fossé à l'entrée du chemin du Val de Néhou.

## Honneur de Néhou
L'honneur de Néhou est né, vers 1046, du démembrement de l'honneur de Saint-Sauveur. La répartition du XIIe siècle que l'on connaît par les textes avec des paroisses qui étaient en grande partie mitoyennes de celles composant l'honneur de Saint-Sauveur, ce qui donne l'impression de la scission d'un ensemble cohérent et homogène, était la suivante : autour de Néhou, un noyau composé des paroisses de Sainte-Colombe, Golleville, Colomby, Morville, Crosville, La Bonneville, Amfreville. Au nord-ouest et dans la Hague, Omonville-la-Rogue, Gréville, Nacqueville, Vasteville, Flamanville, Benoistville, Hardinvast, Sottevast. Au nord-est dans le Val de Saire, Vrasville, Tocqueville, Canteloup, Gonneville. À l'ouest, Barneville, Canville-la-Rocque, Denneville. À l'est, Fontenay, Foucarville, Audouville-la-Hubert, Écoquenéauville, Émondeville. Enfin au sud de l'honneur, Saint-Jores.
Dix-neuf familles se partageaient l'honneur, dont les Reviers-Vernon, qui souscrivirent un certain nombre de chartes de donations de patronage d'église.